# Ehretia rigida
Ehretia rigida är en strävbladig växtart. Ehretia rigida ingår i släktet Ehretia och familjen strävbladiga växter.

## Underarter
Arten delas in i följande underarter:
- E. r. nervifolia
- E. r. rigida
- E. r. silvatica

## Bildgalleri

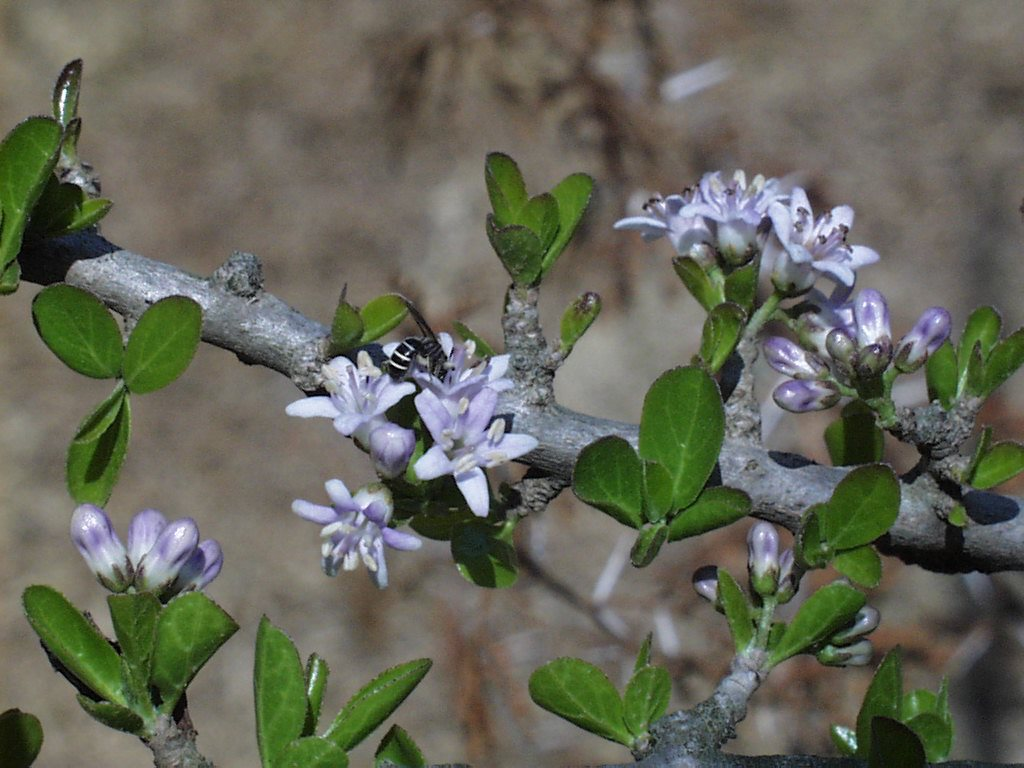
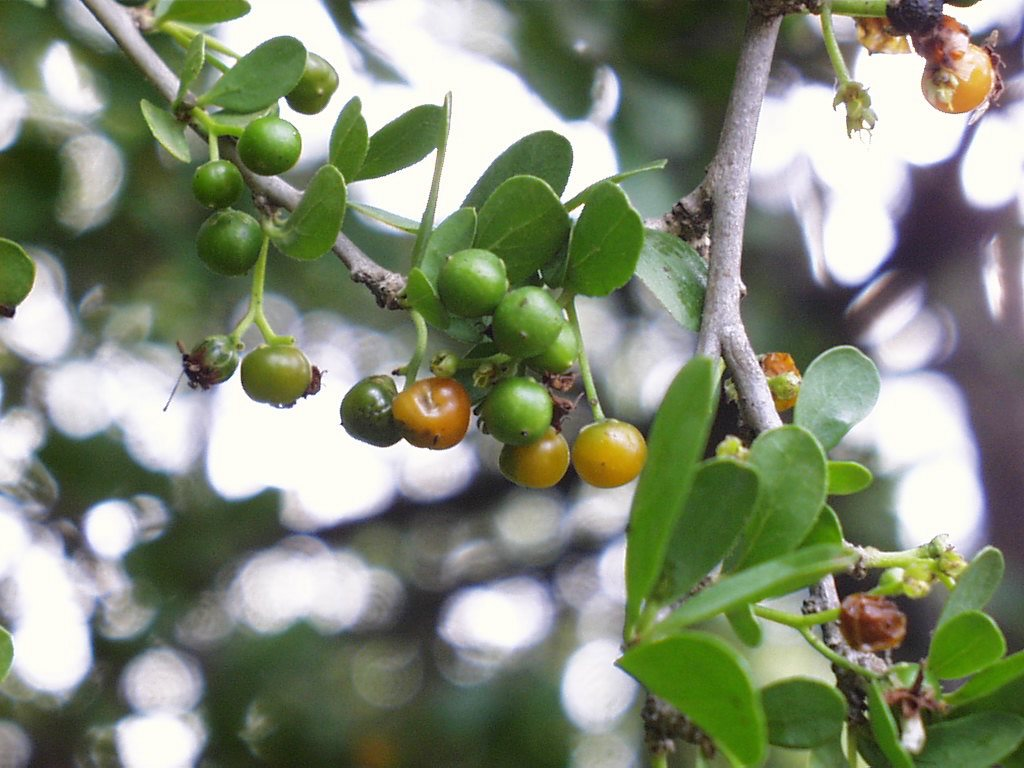
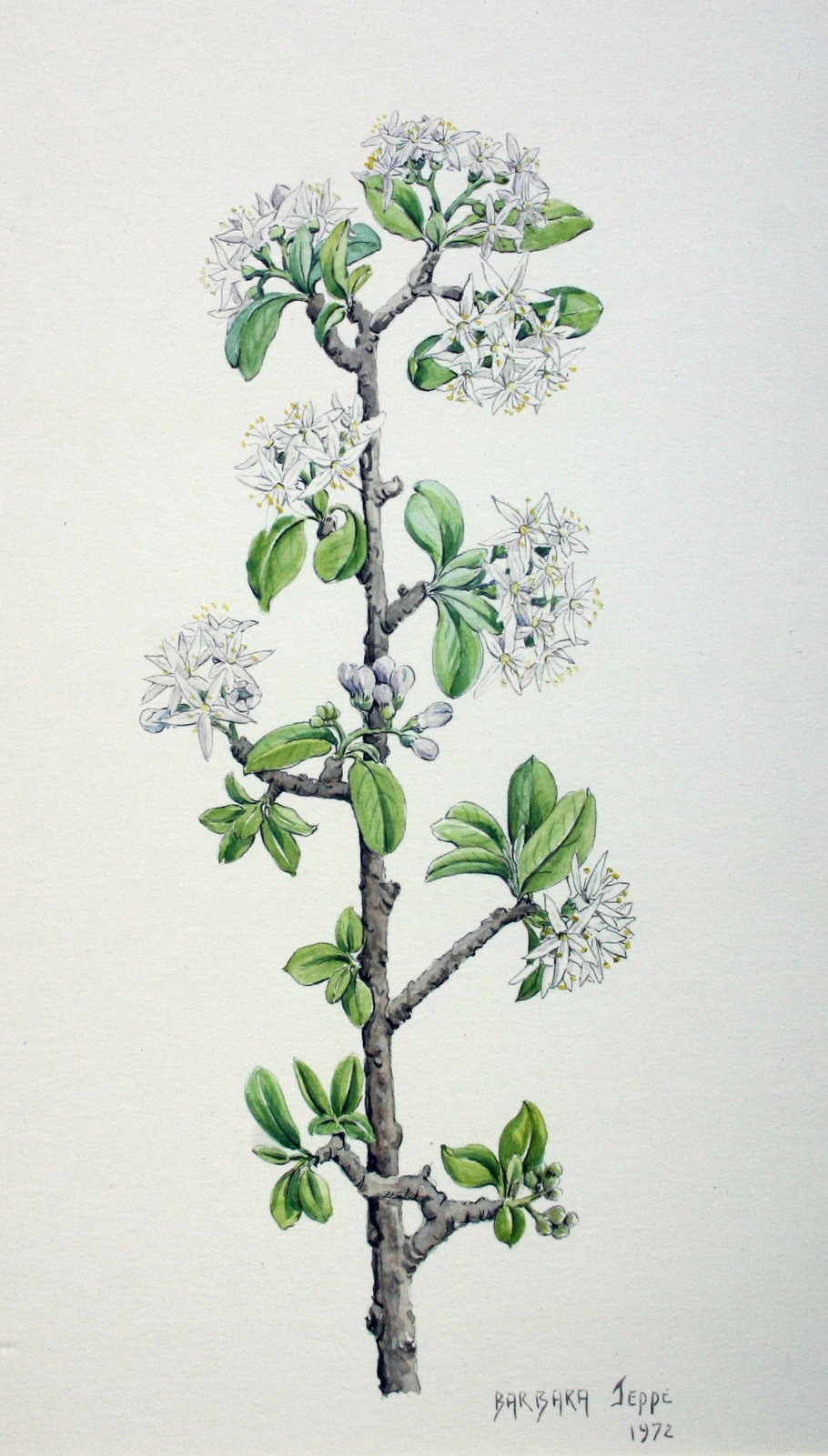